# Historia de un crimen (película de 2019)
Historia de un crimen (Der Fall Collini, en el original en alemán; The Collini Case, en el original en inglés) es una película alemana-australiana-canadiense-francesa-italiana-japonesa-estadounidense del 2019, basada en la novela Der Fall Collini, hablada en alemán, del género drama de tribunales, dirigida por Marco Kreuzpaintner, protagonizada por Elyas M'Barek, Alexandra Maria Lara, Heiner Lauterbach y Franco Nero y ambientada en el Berlín del 2001. La historia aborda el caso legal en el que un abogado joven revela una historia del pasado de Alemania al defender al asesino de un empresario.

## Reparto
- Elyas M'Barek como el abogado Caspar Leinen
- Alexandra Maria Lara como Johanna Meyer
- Heiner Lauterbach como el profesor doctor Richard Mattinger
- Manfred Zapatka como Hans Meyer
- Jannis Niewöhner como el joven Hans Meyer
- Rainer Bock como el fiscal doctor Reimers
- Catrin Striebeck como el juez presidente de la Corte
- Pia Stutzenstein como Nina
- Peter Prager como el padre de Caspar
- Franco Nero como Fabrizio Collini
- Hannes Wegener como Aicke
- Falk Rockstroh como el juez
- Titus Flügel como Caspar de niño
- Levi Kirchhoff como Philipp de niño
- Anne Haug como la asistente del patólogo
- Thomas Stecher
- Tara Fischer como Johanna de joven
- Esther Maria Pietsch como la secretaria de la Corte

## Recepción
En Rotten Tomatoes, la película obtuvo una puntuación del 79% a partir de 24 reseñas. El consenso crítico del sitio dice: "Sus argumentos son un poco flojos, pero las actuaciones  y el suspenso ayudan mucho a que la película obtenga un veredicto favorable."